# 床大
床大（とこだい、1970年7月24日 - ）は、大相撲の床山。本名は大橋太司。新潟県三条市出身。陸奥部屋→音羽山部屋所属。現在一等床山を務めている。

## 履歴
- 1986年11月場所 - 採用。
- 1999年以前 - 三等床山。
- 2007年1月場所 - 二等床山に昇進。
- 2017年1月場所 - 一等床山に昇進。